# Семёнов, Антон
Антон Семёнов (эст. Anton Semjonov; 17 ноября 1980, Кохтла-Ярве, Эстонская ССР) — эстонский футболист, нападающий, хоккейный судья международной категории.

## Биография
Родился и окончил школу в Кохтла-Ярве, учился в Кохтла-Ярвеском политехникуме, в 2000 году получил диплом техника-электрика, стал работать на АО «Кохтла-Ярве Сооюс», как и отец Сергей.
С четырёх лет занимался хоккеем, позже — футболом. В первенстве Эстонии выступал за команды «Ярве» Кохтла-Ярве (1998—2000), «Лоотус» Кохтла-Ярве (2000—2012), «Тамме Авто» Кивиыли (2001), «Нарва-Транс» (2004), «Арарат» Таллин (2013—2014), «Ярве» Кохтла-Ярве (2016). В 2018 году играл за команду «Таллин» в шестой по уровню лиге.
Лучший бомбардир II лиги 2008 — 28 мячей, в матче против клуба «Элва» (22:0) забил 9 мячей.
С 1996 года — хоккейный судья, через несколько лет получил звание судьи международной категории.
В 1999 году работал на юношеском чемпионате мира в Белоруссии. В 2000 году судил чемпионат мира среди юношей до 18 лет в Финляндии. В 2002 году дебютировал на чемпионате мира в качестве лайнсмена.